# Dobelice

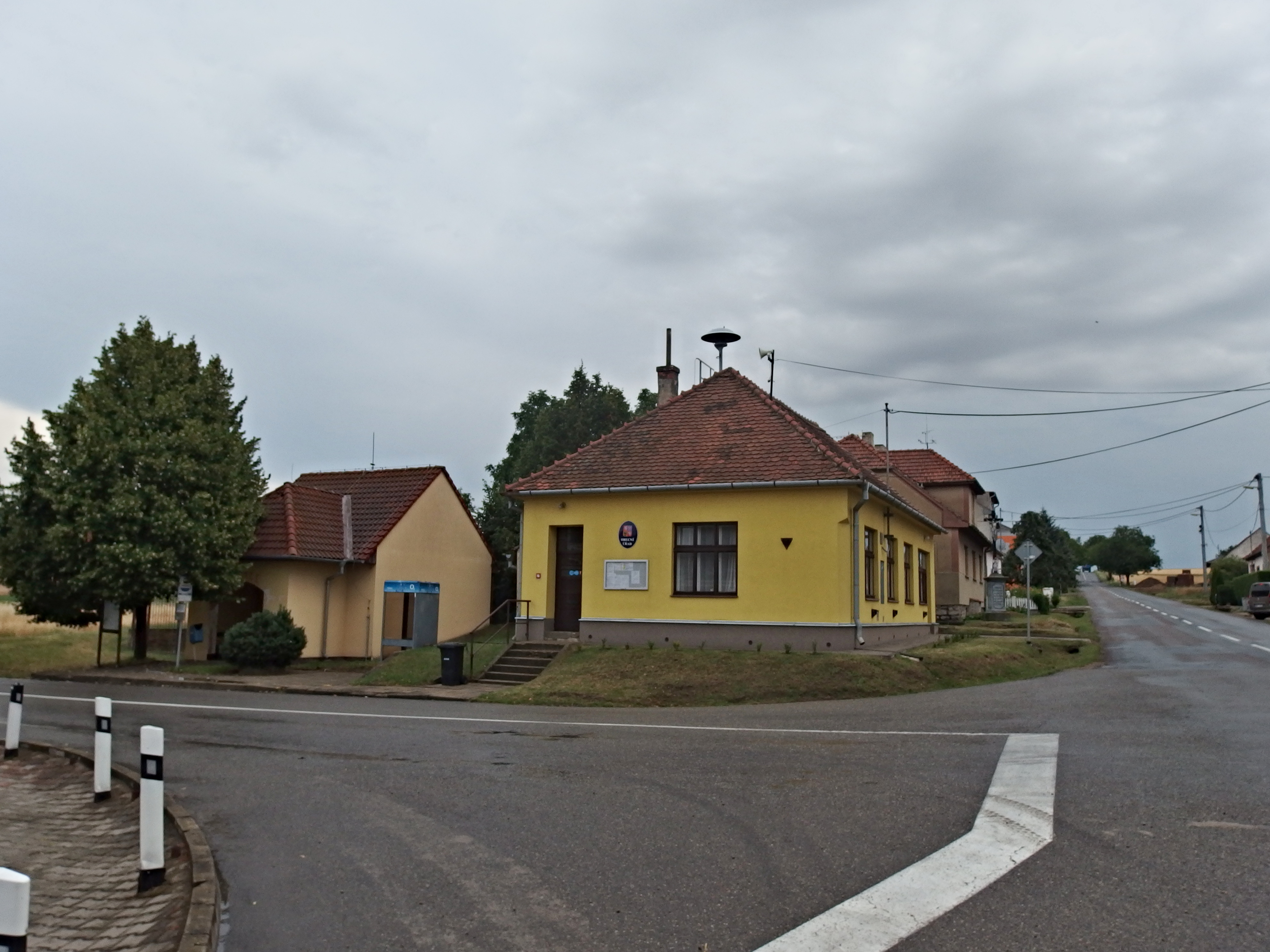
Gemeindeamt

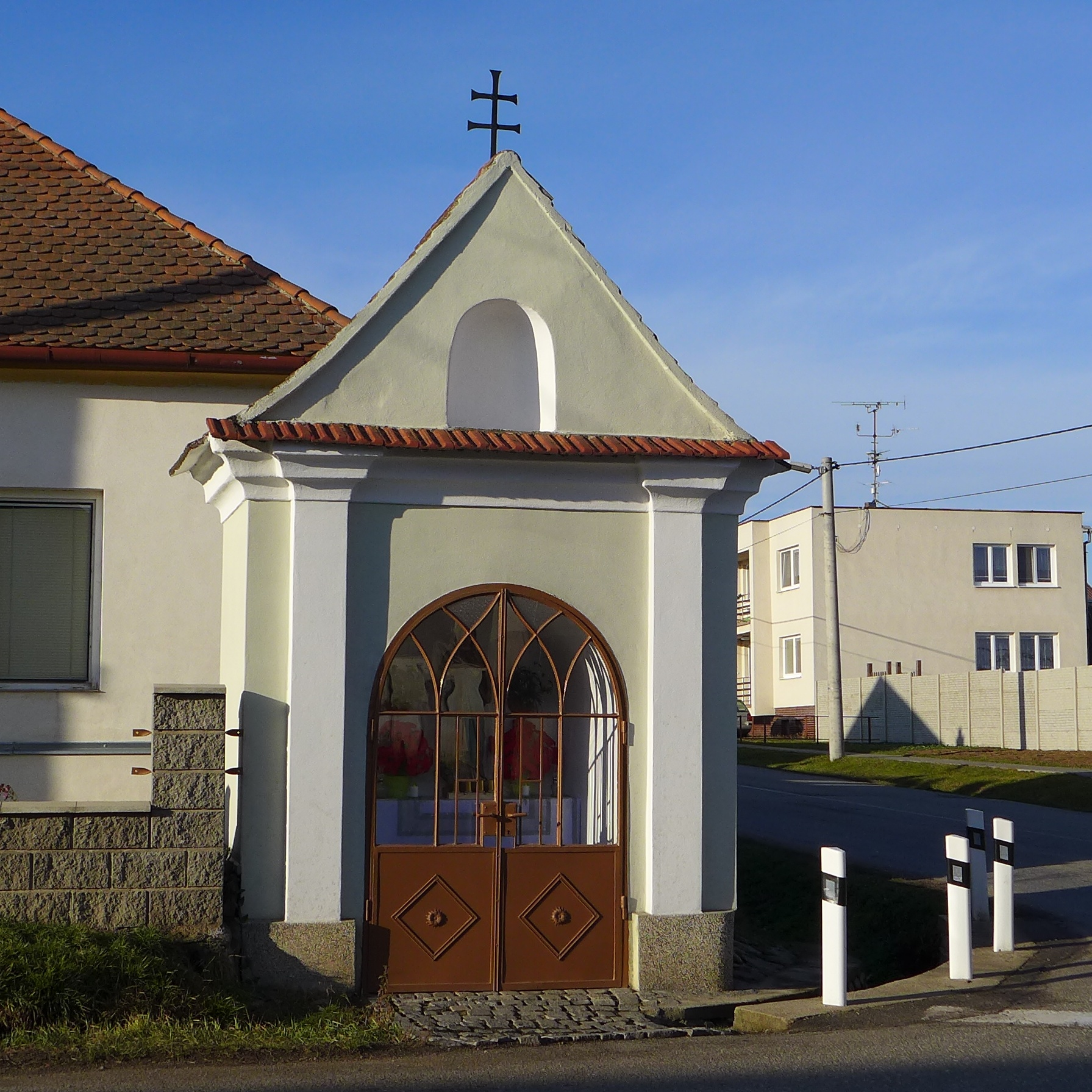
Kapelle

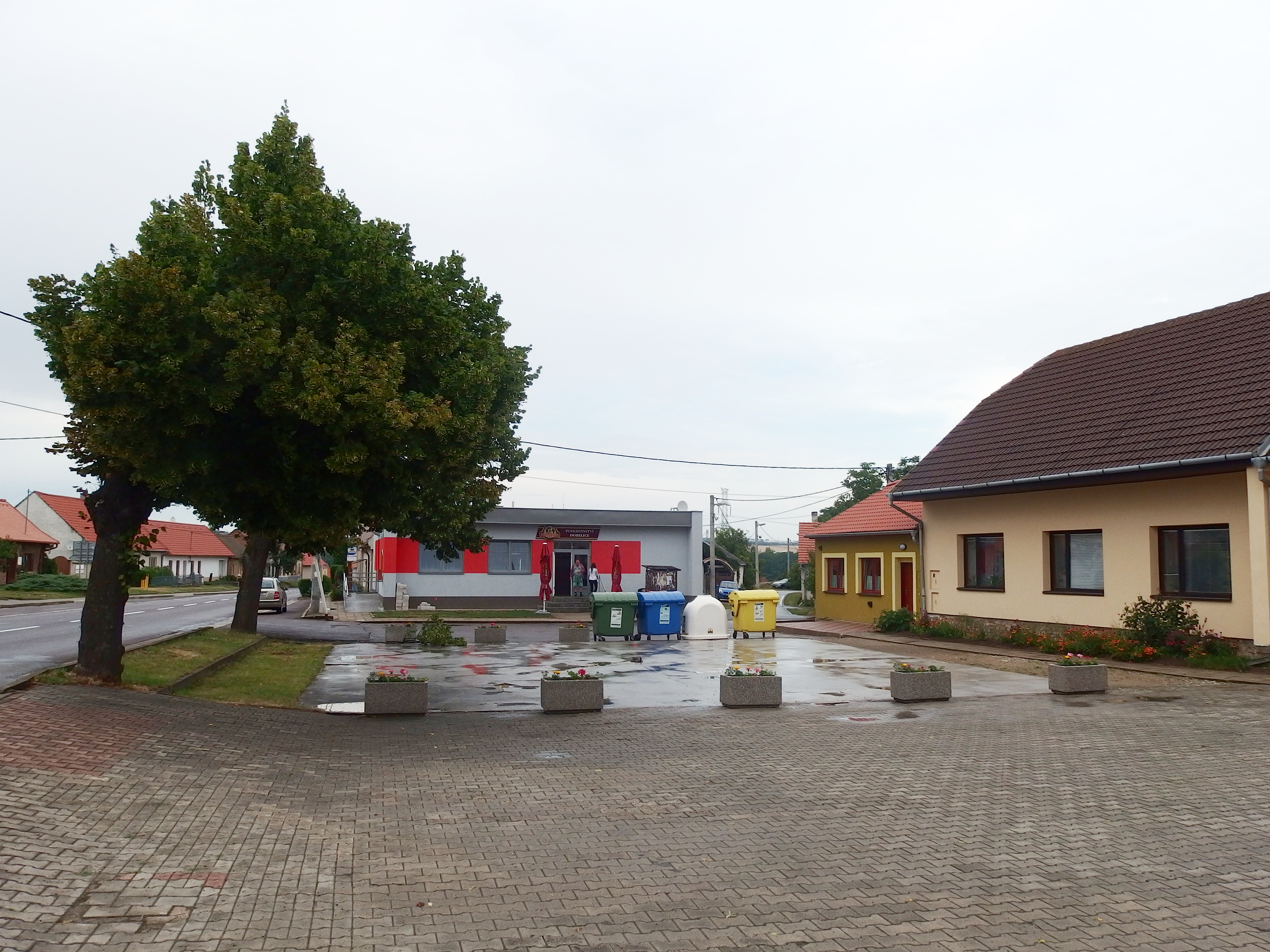
Ortszentrum

Dobelice (deutsch Dobelitz) ist eine Gemeinde in Tschechien. Sie liegt fünf Kilometer südwestlich von Moravský Krumlov und gehört zum Okres Znojmo.

## Geographie
Dobelice befindet sich rechtsseitig der Rokytná auf einer Terrasse am südwestlichen Ende der Boskovická brázda (Boskowitzer Furche). Westlich und nördlich wird das Dorf vom Bach Ledvický potok – einem Zufluss zur Rokytná – umflossen. Im Nordosten erhebt sich der Perk (294 m n.m.), östlich der Topánovský kopec (269 m n.m.), im Südwesten der Na Vartě (323 m n.m.) sowie nordwestlich der Pipele (331 m n.m.). Gegen Nordosten liegt der Teich Týnský rybník. In Dobelice kreuzt sich die Staatsstraße II/413 zwischen Moravský Krumlov und Znojmo mit der II/396 zwischen Rouchovany und Branišovice.
Nachbarorte sind Rybníky im Norden, Rakšice im Nordosten, Leskoun und Vedrovice im Osten, Petrovice im Südosten, Kadov, Míšovice und Chlupice im Süden, Skalice, Trstěnice und Džbánice im Südwesten, Vémyslice im Westen sowie Dolní Dubňany im Nordwesten.

## Geschichte
Archäologische Funde belegen eine frühzeitliche Besiedlung der Gegend. In der jüngeren Burgstättenzeit bestand eine slawische Siedlung. Innerhalb der Ortsbebauung wurden Reste von unikater Stempelkeramik und bei der wüsten Burg Ledvice Körpergräber aus dem 10.–12. Jahrhundert gefunden. Im Zuge der Kolonisation des 13. Jahrhunderts entstanden in der Umgebung noch weitere Dörfer, von denen ein Teil wieder erlosch.
Die erste schriftliche Erwähnung des Dorfes erfolgte 1260 im Zusammenhang mit Heinrich von Dobelitz. Südwestlich von Dobelice lagen zu dieser Zeit u. a. die Ortschaften Berg und Kravky; erhaltene Flurnamen wie Berg, Silberbergen und Kukusbergen deuten darauf hin, dass es sich um bergmännische Ansiedlungen gehandelt hat. Möglicherweise sind die Siedlungen nach Erschöpfung der armen Erzlagerstätte aufgegeben worden; das danach unbesiedelte Gebiet in den Hügeln zwischen Kadov, Petrovice, Dobelice, Vémyslice, Džbanice, Trstěnice, Skalice und Míšovice wurde auf die umliegenden Dörfer aufgeteilt, wodurch die ungewöhnliche Form des Katasters von Dobelice entstand. Im Jahre 1350 hielten Bohunek von Dobelitz und Pozděch von Lidéřovice Anteile von Dobelice; Besitzer eines Hofes war zudem Niklas von Dobelitz. Letzterer veräußerte seinen Hof 1360 an Jaroslaw von Knönic. Im selben Jahre verschrieb Heinrich von Weitmühl seiner Frau Geruša Einkünfte in Dobelice. Čeněk von Leipa schenkte ebenfalls 1360 dem von ihm gegründete Augustinerkloster in Krumlov einen Hof in Dobelice mit dem Weinberg Džbanická hora: später erwarb das Kloster noch einen Mühle und einen Teich. 1363 wurde Bulik von Trzstyenicz als Besitzer eines weiteren Hofes genannt. Jaroslaw von Knönic verkaufte 1370 seinen Besitz in Dobelice dem Hinz von Leipa. Vier Jahre später überließ Hrdon Krabyce von Weitmühl vier Huben in Dobelice an Mandlik von Dobelitz. Die Herren von Leipa erwarben zum Ende des 14. Jahrhunderts sukzessive die verschiedenen Anteile außer dem klösterlichen. Sie vereinigten diese und überließen das Gut Dobelice an Lehnsleute, die als Erbmarschälle in ihre Dienste traten. Im Jahre 1415 hatte Janek von Tulešic seinen Sitz in Dobelice, zwischen 1464 und 1484 Zich Dobelický von Popůvka und ab 1491 Vaněk von Skrbeňy. In dieser Zeit fiel den Herren von Leipa nach dem Untergang des Augustinerklosters der klösterliche Anteil zu. Zu Beginn des 16. Jahrhunderts wurde das Lehen Dobelice eingezogen und der direkten Verwaltung durch die Herrschaft Krumlov übergeben. Nach der Schlacht am Weißen Berg wurden 1621 sämtliche Güter des Berthold Bohuslaw (Bohubud) von Leipa, der ein Anführer der mährischen Stände war, konfisziert. 1625 erwarb Gundaker von Liechtenstein die Herrschaft Krumlov, die danach fast 300 Jahre im Besitz des Hauses Liechtenstein verblieb.
Im Jahre 1835 bestand das im Znaimer Kreis an der Handelsstraße von Znaim nach Brünn gelegene Dorf Dobelitz bzw. Dobelice aus 42 Häusern, in denen 204 Personen lebten. Im Ort gab es ein herrschaftliches Wirtshaus. Pfarrort war Petrowitz. Bis zur Mitte des 19. Jahrhunderts blieb Dobelitz der Fideikommiss-Primogeniturherrschaft Mährisch-Krummau untertänig.
Nach der Aufhebung der Patrimonialherrschaften bildete Dobelice / Dobelitz ab 1849 eine Gemeinde im Gerichtsbezirk Mährisch Kromau. Ab 1869 gehörte das Dorf zum Bezirk Mährisch Kromau. Zu dieser Zeit hatte Dobelice 238 Einwohner und bestand aus 45 Häusern. Im Jahre 1900 lebten in Dobelice 262 Personen; 1910 waren es 261. Beim Zensus von 1921 lebten in den 64 Häusern der Gemeinde 270 Tschechen. Im Jahre 1930 bestand Dobelice aus 71 Häusern und hatte 252 Einwohner. Nach der deutschen Besetzung wurde die Gemeinde 1939 in den Gerichtsbezirk Hrottowitz und den Kreis Mährisch Budwitz umgegliedert; bis 1945 gehörte Dobelice / Dobelitz zum Protektorat Böhmen und Mähren. Nach dem Kriegsende erfolgte die Wiederherstellung der alten Bezirksstrukturen. Im Jahre 1950 hatte Dobelice 270 Einwohner. Im Zuge der Gebietsreform und der Aufhebung des Okres Moravský Krumlov wurde die Gemeinde am 1. Juli 1960 dem Okres Znojmo zugewiesen. Am 1. Juli 1980 erfolgte die Eingemeindung nach Moravský Krumlov, seit dem 24. November 1990 besteht die Gemeinde Dobelice wieder. Beim Zensus von 2001 lebten in den 89 Häusern von Dobelice 269 Personen. Seit 2010 führt die Gemeinde ein Wappen und Banner.

## Gemeindegliederung
Das Kataster von Dobelice weist eine sehr ungewöhnlich Form auf. Neben den rings um das Dorf liegen Fluren gehören zu Dobelice auch größere Feld- und Wiesenfluren südlich und südwestlich. Der südwestliche Teil der Gemarkung ist mit dem übrigen Teil nur durch einen schmalen Flurstreifen entlang eines Weges verbunden.

## Sehenswürdigkeiten
- Kapelle an der Kreuzung
- Glockenturm St. Peter und Paul auf dem Dorfplatz, errichtet 1881. Nach der Sanierung wurde er am 26. Juni 2016 feierlich den Aposteln Peter und Paul geweiht. Die beiden Heiligenfiguren stammen aus dem aufgehobenen Seitenaltar der Kirche in Komín.
- Wüste Burg Ledvice
- Naturreservat Na Kocourkách, südwestlich des Ortes, zwei Felskuppen aus inselartigen Ablagerungen des Tertiärmeeres mit Steppenvegetation, geschützt sind Populationen wärmeliebender Pflanzen- und Tierarten